# 温泉镇

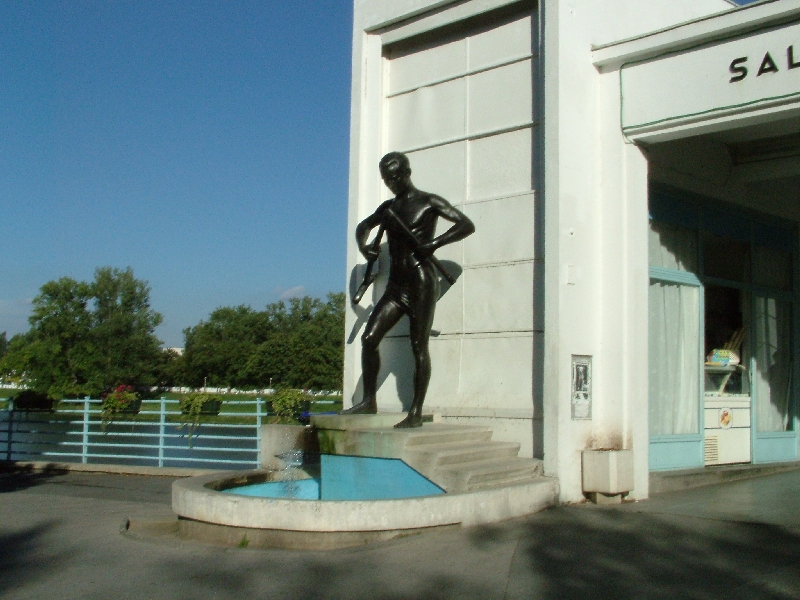
斯洛伐克溫泉鎮皮耶什佳尼

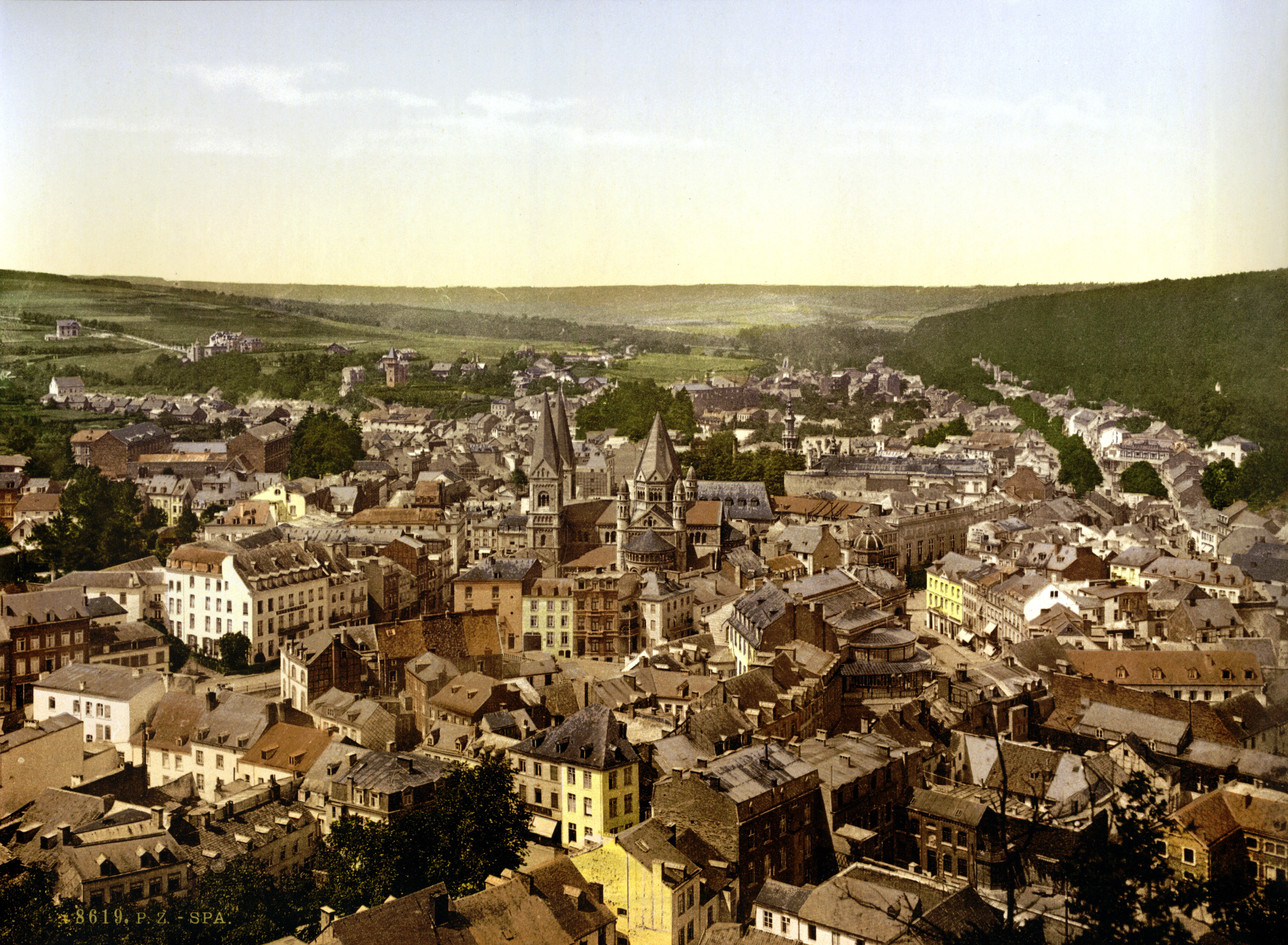
比利時溫泉鎮斯帕

温泉镇是一種以溫泉及水療法（Spa）為賣點的旅遊型城鎮，東西方均存在許多直接以“溫泉”命名的城鎮，其中較著名者包括比利時斯帕及英國巴斯（Bath），而在日本類似的區域則稱為。

## 外部連結
- . 鳳凰網. 2009-11-04  [2018-02-19]. （原始内容存档于2020-03-30）.
- . 中國溫泉旅遊網. 2017年2月9日  [2018年2月19日]. （原始内容存档于2018年2月19日）.